# Viatcheslav Soloviov
Pour les articles homonymes, voir Soloviov.
Viatcheslav Dmitriévitch Soloviov (en russe : Вячеслав Дмитриевич Соловьёв) est un footballeur et entraîneur de football soviétique né le 18 janvier 1925 à Vechniaki et mort le 7 septembre 1996 à Moscou.

## Biographie

### Carrière de joueur
Formé dans la ville de Moscou, Viatcheslav Soloviov entre en 1938 dans le centre de formation du Lokomotiv Moscou, club dont il intègre l'équipe première à partir de 1944 mais pour lequel il ne dispute finalement aucun match. Il est transféré en 1946 au CDKA Moscou avec qui il fait ses débuts la même année à l'âge de 21 ans dans la première division soviétique. Passant par la suite six saisons complètes au club, il participe à son âge d'or au cours de cette période en remportant le championnat à cinq reprises entre 1946 et 1951 ainsi que deux coupes nationales en 1948 et 1951, étant buteur lors des finales victorieuses contre le Spartak Moscou et le SK Kalinine (en). Il connaît également des performances notables lors des saisons 1950 et 1951 qui le voit inscrire respectivement 18 et 10 buts en championnat.
À la suite de la dissolution du club peu après le début de la saison 1952, Soloviov rejoint brièvement le MVO Moscou (en), pour lequel il joue cinq matchs en 1953, puis le Torpedo Moscou avec qui il achève sa carrière au mois de juin 1954 à l'âge de 29 ans.

### Carrière d'entraîneur
Entamant dès la fin de sa carrière des études d'entraîneurs, Soloviov est diplômé de l'Université d'État de l'éducation physique et devient dès le mois d'octobre 1954 entraîneur du Krylia Sovetov Kouïbychev. Sous ses ordres, l'équipe ne peut éviter la relégation à la fin de la saison 1955 mais fait rapidement son retour dans l'élite dès l'année suivante en remportant la zone 2 de la deuxième division. Après une onzième position en 1957, il quitte ses fonctions.
Après une année en tant que formateur au sein de la fédération soviétique en 1958 ainsi qu'un bref passage comme consultant en Chine en début d'année 1959,, il est nommé à la tête du Dynamo Kiev à l'été 1959 et amène l'équipe à la septième place du championnat en fin d'année. Reprenant alors une équipe habituée au milieu de classement, les performances du club s'améliorent nettement sous ses ordres avec une deuxième position dès l'exercice 1960 avant de culminer avec une première place à l'issue de l'1961, ce qui permet au Dynamo de remporter le premier titre de champion de son histoire et de devenir le premier club non-moscovite à l'emporter. Soloviov quitte ses fonctions dès la fin de l'année suivante sur une cinquième position. Son passage voit notamment le lancement de la carrière de plusieurs jeunes joueurs qui formeront par la suite une des générations dorées du club, incluant Valeri Lobanovski, Oleh Bazylevych (en), Viktor Serebryanikov, Andriy Biba ou encore József Szabó
Nommé à la tête du CSKA Moscou pour la saison 1963, Soloviov amène cette année-là le club en septième position avant d'être renvoyé au milieu de l'exercice 1964. Durant cette période il dirige également quelques matchs de la sélection soviétique olympique. Il effectue ensuite un autre passage d'un an et demi, cette fois à la tête du Dinamo Moscou entre mai 1965 et décembre 1966, terminant cinquième en 1965 puis huitième l'année suivante. Il enchaîne ensuite deux années au Dinamo Tbilissi, où il termine troisième en 1967 avant de s'en aller sur une huitième position la saison suivante.
Soloviov quitte par la suite la première division en 1969 pour prendre la tête du Dinamo Léningrad au deuxième échelon. Après avoir échoué à la promotion cette année-là en finissant deuxième du premier groupe, il se place sixième du championnat unifié de 1970 avant d'être démis de ses fonctions en milieu d'année 1971 après un mauvais début de saison. Il prend ensuite la tête du Pakhtakor Tachkent, qu'il amène à la promotion dès sa première saison en remportant la deuxième division en 1972. Il maintient par la suite le club dans l'élite lors des deux années qui suivent avant de s'en aller en juin 1975. Il occupe ensuite un poste administratif au sein de la fédération soviétique en 1976 et 1980.
Il retrouve en fin d'année 1980 le poste d'entraîneur du Dinamo Moscou et amène l'équipe à la quatrième position en 1981. Les performances se détériorent cependant lors des saisons suivantes, le club terminant onzième en 1982 tandis qu'un très mauvais début d'année 1983 amène au départ de Soloviov au mois de mai. Il reprend par la suite ses activités au sein de la fédération entre 1983 et 1984.
Après un bref passage à la tête du Neftchi Bakou en début d'année 1985, Soloviov dirige l'école de football pour jeunes de Moscou (en) (FSM) entre septembre 1985 et la fin d'année 1986. Il prend par la suite la tête du Tavria Simferopol en troisième division pour la saison 1987, amenant l'équipe au deuxième échelon en remportant la sixième zone avec de gagner la phase finale pour la promotion. Il quitte son poste peu de temps après au mois d'août 1988.
Occupant entre 1989 et 1990 un poste de consultant au Pamir Douchanbé, il entraîne l'Alga Frounzé en troisième division durant la saison 1991 puis lors des débuts du nouveau championnat kirghize en 1992. Il dirige par la suite le club ouzbek du MHSK Tachkent en début d'année 1993 avant de mettre un terme définitif à sa carrière. Il décède quelques années plus tard à Moscou le 7 septembre 1996, à l'âge de 71 ans.

## Palmarès

### Palmarès de joueur
CDSA Moscou
- Championnat d'URSS (5) :
  - Champion : 1946, 1947, 1948, 1950 et 1951.
  - Vice-champion : 1949.
- Coupe d'URSS (2) :
  - Vainqueur : 1948 et 1951.

### Palmarès d'entraîneur
| Dynamo Kiev - Championnat d'URSS (1) : - Champion : 1961. - Vice-champion : 1960. |  | Krylia Sovetov Kouïbychev - Championnat d'URSS D2 (1) : - Champion : 1956 (zone 2). |  | Pakhtakor Tachkent - Championnat d'URSS D2 (1) : - Champion : 1972. |  | Alga Bichkek - Championnat du Kirghizistan (1) : - Champion : 1992. - Coupe du Kirghizistan (1) : - Vainqueur : 1992. |

## Statistiques

### Statistiques de joueur
| Saison                | Club                  | Championnat           | Championnat | Championnat | Coupe(s) nationale(s) | Coupe(s) nationale(s) | Total | Total |
| Saison                | Club                  | Division              | M.          | B.          | M.                    | B.                    | M.    | B.    |
| 1946                  | CDKA Moscou           | D1                    | 15          | 2           | 2                     | 0                     | 17    | 2     |
| 1947                  | CDKA Moscou           | D1                    | 16          | 3           | 3                     | 1                     | 19    | 4     |
| 1948                  | CDKA Moscou           | D1                    | 22          | 2           | 6                     | 2                     | 28    | 4     |
| 1949                  | CDKA Moscou           | D1                    | 14          | 3           | 4                     | 0                     | 18    | 3     |
| 1950                  | CDKA Moscou           | D1                    | 35          | 18          | 3                     | 1                     | 38    | 19    |
| 1951                  | CDSA Moscou           | D1                    | 23          | 10          | 6                     | 3                     | 29    | 13    |
| 1952                  | CDSA Moscou           | D1                    | -           | -           | -                     | -                     | 0     | 0     |
| Sous-total            | Sous-total            | Sous-total            | 125         | 38          | 24                    | 7                     | 149   | 45    |
| 1953                  | MVO Moscou            | D1                    | 5           | 0           | -                     | -                     | 5     | 0     |
| 1953                  | Torpedo Moscou        | D1                    | 5           | 1           | 2                     | 1                     | 7     | 2     |
| 1954                  | Torpedo Moscou        | D1                    | 11          | 0           | -                     | -                     | 11    | 0     |
| Sous-total            | Sous-total            | Sous-total            | 21          | 1           | 2                     | 1                     | 23    | 2     |
| Total sur la carrière | Total sur la carrière | Total sur la carrière | 146         | 39          | 26                    | 8                     | 172   | 47    |

### Statistiques d'entraîneur
| Krylia Sovetov Kouïbychev | octobre 1954     | décembre 1957    | 80  | 32  | 18  | 30  | 40,0 |
| Dynamo Kiev               | juillet 1959     | décembre 1962    | 112 | 61  | 28  | 23  | 54,5 |
| CSKA Moscou               | janvier 1963     | juin 1964        | 50  | 19  | 21  | 10  | 38,0 |
| Dinamo Moscou             | 11 mai 1965      | 31 décembre 1966 | 67  | 25  | 26  | 16  | 37,3 |
| Dinamo Tbilissi           | janvier 1967     | décembre 1968    | 78  | 34  | 26  | 18  | 43,6 |
| Dinamo Léningrad          | janvier 1969     | juin 1971        | 97  | 43  | 23  | 31  | 44,3 |
| Pakhtakor Tachkent        | janvier 1972     | juin 1975        | 121 | 52  | 29  | 40  | 43,0 |
| Dinamo Moscou             | 22 novembre 1980 | 13 mai 1983      | 95  | 41  | 22  | 32  | 43,2 |
| Neftchi Bakou             | janvier 1985     | mai 1985         | 12  | 4   | 2   | 6   | 33,3 |
| Tavria Simferopol         | janvier 1987     | 20 août 1988     | 90  | 44  | 26  | 20  | 48,9 |
| Alga Bichkek              | 1991             | 1992             | 70  | 43  | 14  | 13  | 61,4 |
| MHSK Tachkent             | octobre 1992     | juin 1993        | 34  | 10  | 7   | 17  | 29,4 |
| Total                     | Total            | Total            | 906 | 408 | 242 | 256 | 45,0 |